# Bine
Le bine (ou oriomo) est une langue papoue parlée en Papouasie-Nouvelle-Guinée, dans la province ouest.

## Classification
Le bine fait partie des langues trans-fly orientales, une famille de langues papoues.

## Phonologie
Les  voyelles du bine sont :

### Voyelles
|           | Antérieure    | Postérieure   |
| --------- | ------------- | ------------- |
| Fermée    | i [i] iː [iː] | u [u] uː [uː] |
| Mi-fermée | e [e] eː [eː] | o [o] oː [oː] |
| Ouverte   | æ [æ] æː [æː] | ɑ [ɑ] ɑː [ɑː] |

### Consonnes
Les consonnes du bine sont :
|              |              | Bilabiales | Alvéolaires | Dorsales | Dorsales | Glottales |
| ------------ | ------------ | ---------- | ----------- | -------- | -------- | --------- |
| Palatales    | Vélaires     | Bilabiales | Alvéolaires |          |          | Glottales |
| Occlusives   | Sourde       | p [p]      | t [t]       |          | k [k]    | ʔ [ʔ]     |
| Occlusives   | Sonore       | b [b]      | d [d]       |          | g [g]    |           |
| Fricative    | Fricative    |            | s [s]       |          |          |           |
| Affriquée    | Affriquée    |            | j [ d͡ʒ]     |          |          |           |
| Nasale       | Nasale       | m [m]      | n [n]       |          | ŋ [ŋ]    |           |
| roulée       | roulée       |            | r [r]       |          |          |           |
| Latérale     | Latérale     |            | l [l]       |          |          |           |
| Semi-voyelle | Semi-voyelle | w [w]      |             | y [ j]   |          |           |

## Écriture
Le bine s'écrit avec l'alphabet latin.

### Phonèmes
| Caractère     | Caractère | Caractère | Caractère | Caractère | Caractère | Caractère | Caractère | Caractère | Caractère | Caractère | Caractère | Caractère | Caractère | Caractère | Caractère | Caractère | Caractère | Caractère | Caractère | Caractère | Caractère | Caractère | Caractère | Caractère | Caractère | Caractère | Caractère |
| ------------- | --------- | --------- | --------- | --------- | --------- | --------- | --------- | --------- | --------- | --------- | --------- | --------- | --------- | --------- | --------- | --------- | --------- | --------- | --------- | --------- | --------- | --------- | --------- | --------- | --------- | --------- | --------- |
| a             | aa        | b         | c         | d         | e         | ee        | g         | i         | ii        | j         | k         | l         | m         | n         | ŋ         | o         | oo        | p         | r         | s         | t         | u         | uu        | w         | y         | ä         | ää        |
| Prononciation |           |           |           |           |           |           |           |           |           |           |           |           |           |           |           |           |           |           |           |           |           |           |           |           |           |           |           |
| ɑ             | ɑː        | b         | ʔ         | nd        | e         | eː        | g         | i         | iː        | d͡ʑ        | k         | l         | m         | n         | ŋ         | o         | oː        | p         | r         | s         | t         | u         | uː        | w         | j         | æː        | æː        |

## Sources
- (en) Sinikka Saari, 2011, Bine Organized Phonological Data, manuscrit, Ukarumpa, SIL International.